# Avenue Général Eisenhower
Pour les articles homonymes, voir Avenue du Général-Eisenhower.
L'avenue Général Eisenhower (en néerlandais : Generaal Eisenhowerlaan) est une avenue bruxelloise de la commune de Schaerbeek qui va de l'avenue Rogier à l'avenue Chazal en passant par la rue Godefroid Devreese, la rue Josse Impens, l'avenue des Azalées, la rue Vandenbussche et le square Prévost-Delaunay.
L'avenue porte le nom du général Dwight Eisenhower (1890-1969), commandant en chef des forces alliées en Europe lors de la Seconde Guerre mondiale qui dirigea le débarquement en Normandie en 1944. Le général Eisenhower assista en personne à l'inauguration de l'avenue et reçut en même temps le titre de citoyen d'honneur de la commune, symbolisé par une épée d'or. Une plaque commémorative a été apposée sur une des façades de l'avenue.
Précédemment cette artère s'appelait avenue des Hortensias. Entre 1905 et 1915, Magda Goebbels résida en ce lieu  avec sa mère, Auguste Behrend , ainsi qu'avec son père adoptif, Richard Friedländer.
Côté square Prévost-Delaunay, l'avenue Général Eisenhower longe le parc Josaphat. Deux petites maisons situées dans le parc ont comme adresse : avenue Général Eisenhower 130 & 132.

## Voir aussi

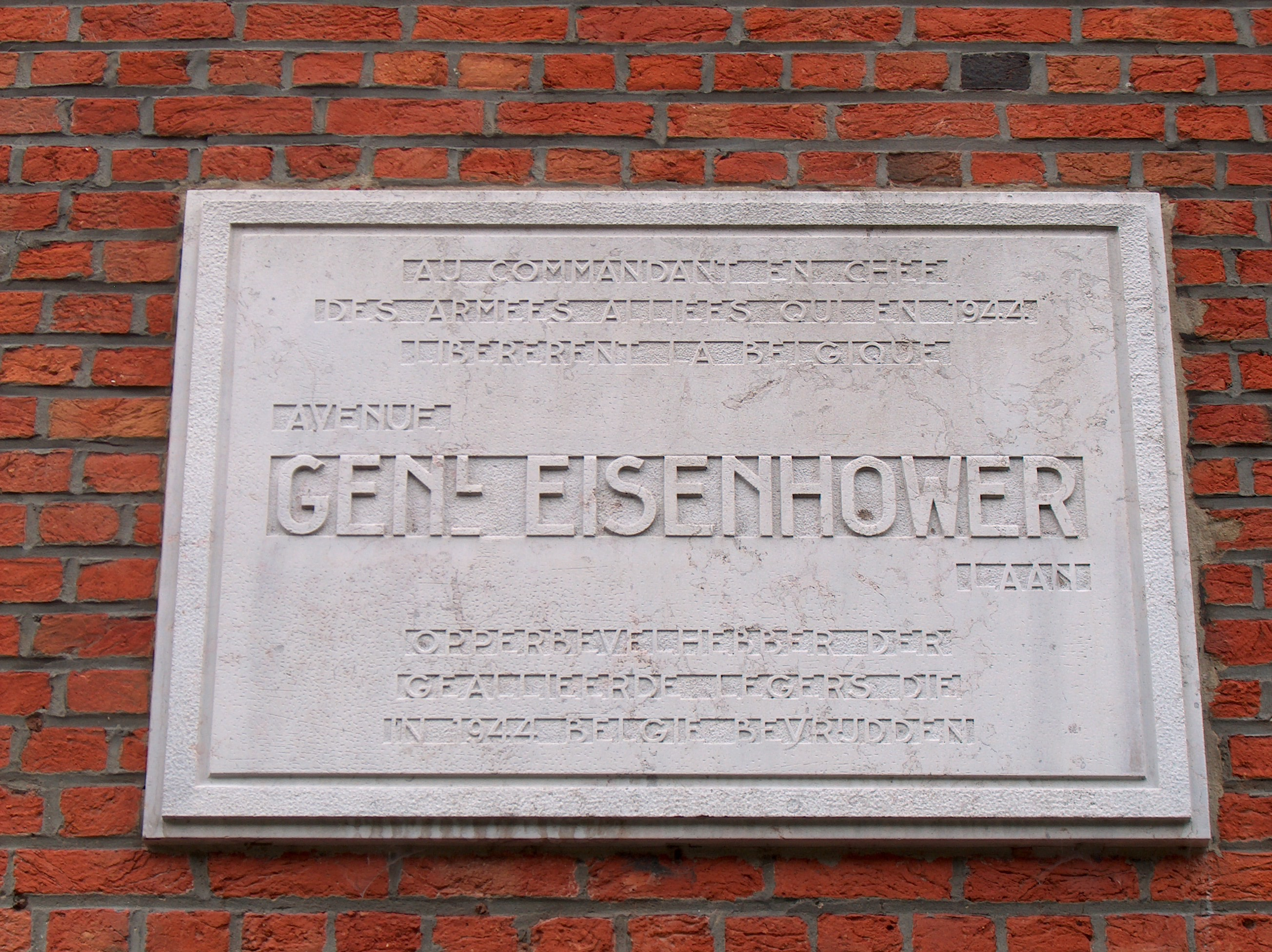
Plaque commémorative.

## Adresse notable
- no 2A : station-service Total